# Godemir
Godemir (vagy Godimir) horvát nemes volt, a 10. században Horvátország bánja, aki egy 1068-ból származó oklevél szerint II. Krešimir és Stjepan Držislav horvát király idejében töltötte be ezt a tisztséget.
A sokat vitatott Ivan goricai főesperes krónikája szerint egy bizonyos Krešimir király nevezte ki tisztségébe (bár nem világos, hogy a krónikás nem kever-e két különböző uralkodót). Ezenkívül egy másik, 1028-ban kelt oklevél is említi, amelyben Szent Krševan nővére, Helenica a Szent István-kolostornak adományoz. Egy 11. századi feljegyzés Godemirt tekintélyes bánnak mondja.